# Таганцев, Александр Кириллович
Александр Кириллович Таганцев (род. 28 февраля 1951, Ленинград) — советский, российский и швейцарский физик, доктор физико-математических наук, профессор.

## Биография
Внук географа Владимира Николаевича Таганцева, правнук сенатора Николая Степановича Таганцева.
В 1974 г. окончил ЛГУ.
Теоретик в широкой области физики: от ферроэлектричества и физики фононов до электродинамики сверхпроводников. Автор и соавтор более 300 научных статей и двух монографий. Ведущий учёный мегагранта.
До 1993 г. работал в Физико-техническом институте им. А. Ф. Иоффе РАН, где заведовал сектором физической кинетики.
С 1993 г. работал в лаборатории керамики Федеральной политехнической школы Лозанны. В настоящее время[когда?] — почётный профессор.

## Научные труды

### Диссертации
- К теории диэлектрической релаксации и термополяризационного эффекта в кристаллах : диссертация … кандидата физико-математических наук : 01.04.07. — Ленинград, 1982. — 115 с. : ил.
- Влияние особенностей фононного спектра на диэлектрические, акустические и тепловые свойства сегнетоэлектриков и обычных диэлектриков : диссертация … доктора физико-математических наук : 01.04.07 / АН СССР. Физ.-техн. ин-т им. А. Ф. Иоффе. — Ленинград, 1989. — 278 с. : ил.

### Публикации
- Таганцев А. К. Пиро-, пьезо-, флексоэлектрический и термополяризационный эффекты в ионных кристаллах // УФН, 1987. 152 423—448.
- Майер И. О., Соколов А. И., Таганцев А. К.. Об одном механизме образования центрального пика в динамическом форм-факторе сегнетоэлектрика. // ФИЗИКА ТВЕРДОГО ТЕЛА, 1980. 22(5), 1526—1529.
- Гуревич В. Л., Таганцев А. К. К теории термополяризационного эффекта в центросимметричных диэлектриках // Письма в ЖЭТФ. — 1982. — Т.35. — 3. — С.106-108.
- Нуриева К. М., Таганцев А. К. О возможности наблюдения термополяризационного эффекта в пьезоэлектриках // Кристаллография. — 1987. — Т.32. — 3. — С.772-775.
- Экспериментальное наблюдение термополяризационного эффекта в пьезоэлектриках (КДР)/ К. М. Нуриева, А. К. Таганцев, В. А. Трепаков, В. М. Варикаш // ФТТ. — 1989. — Т. З. — 1. — С. 130—134.
- О собственных диэлектрических потерях в кристаллах. Низкие температуры / В. Л. Гуревич, А. К. Таганцев // Журн. эксперим. и теорет. физики. — 1986. — 91, № 1(7). — С. 245—261.
- О собственных диэлектрических потерях в кристаллах. Высокие температуры / В. Л. Гуревич, А. К. Таганцев // Журн. эксперим. и теорет. физики. — 1990. — 97, №. 4. — С. 1335—1345.
- A. K. Tagantsev, L. E. Cross, and J. Fousek. Domains in ferroic crystals and thin films. 2010.
- S. Gevorgian, A. K. Tagantsev, A. Voribyev. Tuneable Film Bulk Acoustic Wave Resonators. 2013.